# Ranunculus garganicus
Ranunculus garganicus är en ranunkelväxtart som beskrevs av Michele Tenore. Ranunculus garganicus ingår i släktet ranunkler, och familjen ranunkelväxter. Inga underarter finns listade i Catalogue of Life.